# Gnilica oliwkowa
Gnilica oliwkowa (Coniophora olivacea (Fr.) P. Karst.) – gatunek grzybów z rodziny gnilicowatych (Coniophoraceae).

## Systematyka i nazewnictwo
Pozycja w klasyfikacji według Index Fungorum: Coniophora, Coniophoraceae, Boletales, Agaricomycetidae, Agaricomycetes, Agaricomycotina, Basidiomycota, Fungi.
Obecną polską nazwę zaproponował Wojewoda w 2003.

## Występowanie i siedlisko
Występuje na wszystkich kontynentach poza Antarktydą, najczęściej w Europie, w tym w Polsce. Saprotrof, który rośnie na drewnie, głównie drzew iglastych (Picea abies, Pinus sylvestris), ale czasem też liściastych.